# Пітер Мпонда
Пі́тер Мпо́нда (англ. Peter Mponda; нар. 4 вересня 1981; Малаві) — колишній малавійський футболіст, захисник та багаторічний капітан національної збірної Малаві.

## Досягнення
- «Бакілі Буллетс»
  - Прем'єр-дивізіон (4): 1998/99, 1999/00, 2000/01, 2001/02
- «Оттава Візардс»
  - ПФЛ (1): 2002/03
- «КАПС Юнайтед ФК»
  - Прем'єр-ліга (1): 2004/05
- «Блек Леопардс»
  - Друга ліга ПАР (1): 2009/10